# 2799 Justus
2799 Justus è un asteroide della fascia principale interna. Scoperto nel 1960, presenta un'orbita caratterizzata da un semiasse maggiore pari a 2,387708 UA e da un'eccentricità di 0,128128, inclinata di 5,306609° rispetto all'eclittica. Ha un diametro di 3,267 km, un periodo di rotazione di 3,62 ore e un'albedo di 0,416.
Fa parte della famiglia di asteroidi Vesta.